# Ciclostomi
Ciclostomii (Cyclostomi) sau ciclostomatele (Cyclostomata) este o supraclasă (după unii autori clasă sau subclasă) de vertebrate agnate acvatice, marine sau de apă dulce, asemănătoare peștilor, dar lipsite de fălci. Ciclostomii actuali sunt reprezentați prin petromizoni (chișcarii) și mixine. Ei formează grupul cel mai primitiv dintre vertebratele actuale. Ciclostomii sunt prădători, semiparaziți și paraziți. Numele ciclostomilor se datoreaza gurii lor rotunde (din greaca kyklos = cerc + stoma = gură)
Ciclostomii sunt agnatostomi (agnate) cu corp cilindric alungit, vermiform sau serpentiform, lipsit de înotătoarele perechi. Pielea este goală, fără solzi  dermici și cu numeroase celule mucoase, care secretă un mucus abundent. 
Scheletul intern (endoscheletul) al ciclostomilor este cartilaginos sau, în parte, membranos. Coarda dorsală (notocordul) persistentă (se păstrează în tot timpul vieții) se prezintă ca un cordon întreg.  În teaca scheletogenă a coardei dorsale se formează noduli cartilaginoși, care corespund arcurilor neurale și arcurilor hemale. Acești noduli rămân însă independenți și nu formează vertebre.Coastele și centurile lipsesc. Craniul lipsit de regiune occipitală nu este separat de coloana vertebrală și are aspectul unei cutii cartilaginoase, în parte membranoasă, alcătuită atât de ciudat, încât nici nu putem omologa diversele lui părți cu acelea de la craniul peștilor superiori. Craniul neural (neurocraniul) este primitiv și se compune din elemente cartilaginoase legate între ele prin ligamente conjunctive. Craniul visceral este bine dezvoltat, mai ales în regiunea lui branhială. Maxilele (fălcile) lipsesc, gura fiind susținută de un cartilaj inelar. 
Branhiile, ale căror foițe sunt de origine endodermică, se prezintă sub formă de saci sau pungi, numiți marsipobranhii (din greaca marsipos = punguliță + și latina branchia = branchie), dispuși câte 6—14 de fiecare latură a capului, fără a prezenta arcuri branhiale. Deschiderile branhiale în formă de marsipobranhii sunt neacoperite de un aparat opercular. De la prezența marsipobranhiilor  se trage și numele de marsipobranhiate (Marsipobranchiata), dat ciclostomilor.
La ciclostomi cavitățile nazale (sacii nazali) sunt contopite într-o singură nară sau fosă nazală (monorinie, din care cauză au fost numiți și monorinieni), ce se deschide în afară pe fața dorsală și mediană a capului. Această nară este inervată însă de o pereche de nervi. Organul olfactiv, nepereche, e în legătură cu excrescența pituitară ce străbate peretele craniului. 
Aparatul bucal este adaptat pentru supt. În stare adultă au gură rotundă ce nu se poate închide, ea având forma unei deschideri circulare, ca o ventuză, înconjurată de buze moi. Cu ajutorul gurii se pot fixa, prin sugere, pe diferite obiecte și mai ales pe pești cărora le perforează peretele corpului, sugându-le sângele și carnea, pe care trăiesc ca paraziți. Cavitatea bucală este în formă de pâlnie, mai îngustă spre esofag; pereții acestei pâlnii sunt presărați cu dinți cornoși, așezați pe lame (plăci) cartilaginoase, denumite respectiv placa supraorală sau maxilară și suborală sau mandibulară; mai găsim numeroși alți dinți, de asemenea cornoși, în spațiul denumit disc oral și situat între orificiul gurii și plăcile pomenite mai sus. Limba este, de asemenea, înarmată cu dinți cornoși și are rolul unui piston. Nu au dinți adevărați (dinți placoizi). Tubul digestiv este rectiliniu, fără curburi; stomacul este reprezentat printr-o dilatare abia perceptibilă, valvula spirală de asemenea extrem de redusă; glandele digestive (ficatul și pancreasul) sunt reprezentate slab sau lipsesc. 
La ciclostomii adulți, organul excretor (rinichiul) este mezonefrosul sau rareori pronefrosul. Din partea posterioară a lor pleacă două uretere, care unindu-se cu conductele peritoneale formează un sinus urogenital. Canalul urogenital se deschide prin orificiul urogenital, așezat pe o papilă urogenitală îndărătul anusului. Ureterul primar servește numai la eliminarea produselor de excreție.
Glandele genitale sunt nepereche și nu au canale de evacuare, produsele genitale fiind aruncate în cavitatea generală a corpului, iar de aici, eliminate prin porul genital în sinusul urogenital. Sexele, la petromizoni sunt separate, iar mixinele în tinerețe sunt hermafrodite. Masculii nu posedă organe copulatoare. Fecundația este externă și se petrece în apă. Dezvoltarea poate fi prin metamorfoză sau directă.
Creierul e primitiv. Encefalul este slab dezvoltat și are o structură simplă. Chiasma optică lipsește. În urechea internă nu există decât două canale semicirculare, cel orizontal lipsind.
Această supraclasă reprezentata azi printr-un număr de aproximativ 50 de specii, dulcicole sau marine, cuprinde două clase, cărora unii autori le dau rangul de subclase, ordine sau de subordine : petromizoni (Petromyzones sau Hyperoartia) și mixine (Myxini), dintre aceștia, în apele României se găsesc reprezentanți numai ai primului ordin, grupați într-o singură familie, Petromyzontidae.

## Specii din România
În România există 4 specii de ciclostomi: 
- Eudontomyzon danfordi (Regan, 1911) = Chișcar, Chișcarul carpatic
- Eudontomyzon vladykovi Oliva et Zanandrea, 1959 = Chișcarul lui Vladykov
- Eudontomyzon mariae (Berg, 1931) = Chișcarul ucrainean, Chișcarul de râu
- Lampetra planeri (Bloch, 1784) = Hadina de râu